# Systemische Familientherapie
Systemische Familientherapie ist ein Modell der Familientherapie. Ziel ist – wie in jeder Familientherapie – in Familien die Entwicklung der Familienmitglieder, der Beziehungen untereinander und der Familie als Gesamtsystem zu begleiten und zu unterstützen. Das Besondere sind die aus der Systemtheorie abgeleiteten Erkenntnisse und Methoden. Dazu gehören die Selbststeuerung, Selbsterschaffung und -Erhaltung, Beziehungen und Kontext, Chaos, Lösungen 2. Ordnung, und Methoden wie zirkuläres Fragen, paradoxe Verschreibung, Wunderfrage, Metaphern und Rituale, Konstruktion von Wirklichkeit, Reflecting-Team und viele mehr.

## Geschichte
In den 1950er Jahren arbeitete Virginia Satir bereits mit Familienskulpturen. 1956 wurde in einem Forschungsbericht die Wirkung von Doppelbotschaften als paradoxes Kommunikationsmuster in zwischenmenschlichen Beziehungen und die wissenschaftsgeschichtlich prominente „Doppelbindungstheorie“ (engl. „double bind theory“) veröffentlicht. Eine wichtige Voraussetzung dieser Entwicklungen waren die Vorarbeiten zum Themenkomplex Kybernetik durch Norbert Wiener. Auf dieser Basis entwickelte sich dann das neue Konzept der Familientherapie. Der problemlösende Ansatz der systemischen Therapie wurde in den fünfziger Jahren am Mental Research Institute (MRI) in Palo Alto (Kalifornien) von Don D. Jackson, Gregory Bateson, John Weakland und Richard Fisch entwickelt. Es entstand die Palo-Alto-Gruppe, aus der viele wichtige Familientherapeuten inspiriert wurden.
Die Wurzel der systematischen Familientherapie ist die Psychoanalyse beziehungsweise tiefenpsychologisch fundierte Verfahren. Auf der Basis des Humanismus entwickelten sich die Humanistische Psychologie und humanistische Therapiemethoden. Die Gruppe um Mara Selvini Palazzoli (Centro per lo Studio e Terapia della famiglia) in Mailand  entwickelte einen neuen Ansatz, den die Heidelberger Schule übernahm. Die erste Innovation bestand in der Einführung von zirkulären Fragen. Ab den 1980er Jahren wurden analytisch-systemische Methoden aus der Familientherapie und die systemische Sichtweise auch in therapeutische Gruppen- und in Einzelsettings übertragen und die Hypnosystemische Therapie entwickelt. Jahre später (2000er) wurden in der Systemischen Familientherapie bewährte Methoden auch in andere Felder übertragen und mündete in die systemische Beratung, systemische Organisationsberatung, systemische Supervision, systemische Sozialarbeit, systemische Führung etc.